# Razier
Razier of sister is een oude inhoudsmaat voor graan, die per plaats kon variëren. De Kortrijkse razier was bijvoorbeeld ca. 84 liter voor koren en ca. 88 liter voor haver, terwijl de Brusselse razier ca. 48,7 liter bedroeg, en de Nieuwpoortse 166 liter.